# Glavočić Bathov
Glavočić Bathov (lat. Pomatoschistus bathi) riba je iz porodice glavoča (lat. Gobiidae). Ova mala ribica naraste samo do 3 cm duljine, a živi na pješčanom dnu, na dubinama do 20 m. Duguljastog je tijela, vretenastog oblika, tupaste glave, zaobljene repne peraje. Boja tijela mu je smeđe siva, slična boji pjeska, s brojnim tamnijim prugama i mrljama, koje su brojnije kod mužjaka. Hrani se kopepodima i sitnim račićima.

## Rasprostranjenost
Glavočić Bathov živi samo u Mediteranu, tj on je endemska vrsta Mediterana. Rasprostire se od Jadrana do Mramornog mora.

## Vanjske poveznice
|  | Zajednički poslužitelj ima još gradiva o temi Pomatoschistus bathi |
|  | Wikivrste imaju podatke o taksonu Pomatoschistus bathi             |